# Riva Ligure
Riva Ligure est une commune italienne de la province d'Imperia dans la région Ligurie en Italie.

## Histoire
Des découvertes préhistoriques datant du XIIe siècle avant J.-C. sur le mont Grange, situé à la limite ouest de la commune, ont conduit les historiens à supposer que cette zone était déjà habitée – ou connue – à l'âge du bronze, et que ce n'est qu'à l'époque romaine que la population s'est étendue jusqu'à la côte.
De 1036 à 1038, suite à la donation de la marquise Adélaïde de Suse, elle passa aux mains des moines bénédictins de Santo Stefano de Gênes, qui fondèrent la seigneurie de Villategia. Ils commencèrent les premières cultures ; la zone s'étendait sur plusieurs hectares, de l'actuelle commune de Santo Stefano al Mare jusqu'au fossé de Pertusio, sur le territoire de Rivese, où étaient cultivés légumes et céréales, ainsi que vignes.
Les moines se heurtèrent à plusieurs reprises aux seigneurs locaux des fiefs voisins, tels que les marquis de Clavesana, les seigneurs féodaux de Taggia, ou la famille Lengueglia, qui revendiquait des droits sur les villages de Cipressa et Terzorio. Selon un document daté de 1217, c'est un abbé du monastère de Santo Stefano qui a promu la première charte statutaire de la Ligurie occidentale.
Au XIVe siècle, la population s'étendit vers la côte et fonda de nouvelles communautés, dont celle de Riva. Au cours de ce siècle, la famille Doria devint propriétaire de toute la zone connue sous le nom de Villeregia, ancienne région où les Bénédictins commencèrent leurs cultures. Cette zone fut ensuite cédée à la municipalité de Gênes en 1353 par Nicolò Doria ; la République de Gênes plaça la ville de Riva sous la tutelle du nouveau podestat de Taggia.
Vers le XVe siècle, Riva di Taggia, ainsi nommée suite à son annexion au territoire de Taggia, était un port maritime important pour Taggia, grâce à ses nombreux chantiers navals et autres activités maritimes. Dans la seconde moitié du XVIe siècle, les fréquentes invasions de pirates barbaresques – cinq débarquements et attaques entre 1551 et 1562 – provoquèrent le dépeuplement du village, entraînant inévitablement l'abandon du port maritime.
Au XVIIIe siècle, les premiers affrontements avec la « ville mère » de Taggia éclatèrent, et la communauté de Riva demanda à plusieurs reprises son autonomie au gouvernement génois. En 1714, la présence d'Élisabeth Farnèse, fiancée à Philippe V d'Espagne, est attestée. Elle fut l'invitée de la famille Lombardi de Taggia dans leur palais de campagne.
Avec la chute de la République de Gênes fin 1797 et l'instauration de la République ligure napoléonienne, le territoire de Riva devint une commune autonome au sein du canton de Taggia, sous la juridiction de Palme, avec pour chef-lieu Sanremo. À partir de 1805, avec le passage de la République ligure au Premier Empire français, il fut rattaché au district de Porto Maurizio, dans le département de Montenotte[5].
Il fut annexé au Royaume de Sardaigne en 1815[5] après le Congrès de Vienne de 1814, suite à la chute de Napoléon Bonaparte. Partie du Royaume d'Italie de 1861, de 1859 à 1926, la commune de Riva (alors appelée Riva Ligure, à partir de 1863) était incluse dans le V district de Santo Stefano al Mare dans le district de Sanremo, une partie de la province de Nice (alors province de Porto Maurizio et, à partir de 1923, d'Imperia)[5].
Par décret royal de 1928, la commune fut supprimée pour donner naissance à la commune de Riva Santo Stefano, issue de la fusion des quatre anciennes communes de Riva Ligure, Santo Stefano al Mare, Pompeiana et Terzorio. Ces dernières furent reconstituées en 1947, tandis que la commune de Riva Santo Stefano fut définitivement supprimée en 1954 et les deux communes actuelles furent reconstituées.
Après la Seconde Guerre mondiale, durant le boom économique, la ville connut une expansion rapide grâce à l'essor de la floriculture et du tourisme de vacances. Elle fut également une destination pour les immigrants du sud, notamment de Calabre, des Abruzzes et des Pouilles.
De 2015 à 2024, elle faisait partie de l'Union des communes de Villaregia.

## Administration
| Période                                  | Période | Identité | Étiquette | Qualité |
| ---------------------------------------- | ------- | -------- | --------- | ------- |
|                                          |         |          |           |         |
| Les données manquantes sont à compléter. |         |          |           |         |

### Communes limitrophes
Castellaro, Pompeiana, Santo Stefano al Mare, Taggia

## Monuments et lieux d'intérêt

### Architecture militaire

#### Tour barbaresque
La construction d'une tour de guet devint nécessaire en raison des fréquentes invasions de pirates barbaresques au XVIe siècle. Chaque invasion se terminait presque toujours par des raids violents, voire par l'enlèvement des habitants ou l'incendie de leurs maisons. Initialement, les ressources financières du village ne permettaient pas la construction immédiate d'un poste de défense ou d'alerte, situation aggravée par le paiement de plusieurs taxes pour la construction des remparts de Taggia, située à proximité.
En 1546, Taggia accepta la suppression des taxes de Riva, à condition qu'une fortification soit construite sur le site, sécurisant ainsi la côte. Vers 1559, les recettes d'une taxe sur la rédaction de documents dans le village de Triora permirent le démarrage des travaux, bien que les progrès furent très lents.
Quelques années plus tard, l'imposante forteresse fut achevée et apte à servir de tour de guet maritime.

### Répertoire archéologique

#### Costa balenae
L'élargissement de la route côtière entre 1839 et 1840 a permis la découverte de vestiges archéologiques dans la zone de l'ancienne Costa Balenae (côte des Balenae) du cap Don. D'autres fouilles archéologiques ont été menées en 1923, 1937 et 1943, et c'est cette année-là qu'un sol en mosaïque antique a été découvert, démoli par la suite pour la construction de barrières défensives le long de la côte. Des fouilles plus récentes ont été menées en 1982, 1987 et de 2009 à 2016.
Selon les historiens, le terme « Costa Balenae » apparaît sur de nombreuses cartes et itinéraires géographiques datant de l'Empire romain et désigne très probablement un centre de soutien, identifié près du débarcadère du fleuve Argentina, pour le réseau routier impérial romain le long de la côte occidentale de la Riviera. Le toponyme pourrait provenir de la divinité ligure Belenos, mais il n'existe encore aujourd'hui aucune source précise sur sa véritable signification.
Les fouilles ont mis au jour les vestiges d'un ancien lieu de culte paléochrétien (milieu du VIe siècle) et d'un baptistère attenant. Ce dernier présente un bassin intérieur octogonal et un bassin extérieur polylobé, très similaire à celui du baptistère d'Albenga (it) (SV). La nef nord de l'église était utilisée à des fins funéraires, avec des sarcophages en pierre de Finale.
Les fouilles menées par l'Institut pontifical d'archéologie chrétienne de 2009 à 2016 (les recherches sont toujours en cours) ont confirmé la continuité de l'occupation du site du IVe  au  Xe siècle après J.-C. Il a ensuite été remplacé par un monastère bénédictin sous la juridiction de Gênes.